# هديل غنيم
هديل غنيم هي كاتبة مصرية مقيمة بالولايات المتحدة الأميركية. تنشطُ هديل في في مجال الكتابة للطفل، وسبق وأن فازت بجائزة «كتاب العام» عن كتابها «ليالي شهر زيزي» (2020) التي تمنحها شركة اتصالات الإماراتية في فئة كتاب الطفل.

## الحياة المُبكّرة
حصلت هديل غنيم في وقتٍ ما على منحة من المجلس الثقافي البريطاني لدراسة ثقافية فسعت من خلال هذه المنحة لقراءة محاولات الاحتفاظ بالهوية من خلال التفاعل مع العولمة كبديل للصدام معها في بحثٍ شامل، وركّزت بالخصوص على ما يمثله قراءة الطفل المصري لمجلة ميكي المأخوذة بالأساس من عالم والت ديزني. لخصت هديل في دراستها هذه أن مجلة ميكي بصورة ما أخضعت عالم والت ديزني للسياق الثقافي المصري، ليس فقط من خلال تعديل الأسماء ولكن أيضا من خلال ترجمة النصوص المرسومة في صياغات متماهية مع الثقافة المصرية في ذاتها.

## المسيرة المهنيّة
بدأت هديل غنيم مشوارها في عالم التأليف والكتابة مبكرًا فتخصَّصت في كتب الأطفال حيث أصدرت في وقتٍ ما سلسلة روائيّة بعنوان «سلسلة البيت الأخضر» مكوّنة من عدة قصص كان أبرزها «سلسلة البيت الأخضر - سر الحياة» وهو كتابٌ ألفته هديل غنيم بأسلوب مبسط وسلس في غاية الوضوح – بحسبها – أما أحداثه فهي شيقة ومثيرة سردتها في إطار مشوق يجذبُ القارئ ويناسب ذهن الأطفال مثلما أكّدت في إحدى تصريحاتها لجريدة محليّة. صدرت لها ضمن نفس السلسلة رواية «سلسلة البيت الأخضر - قط وفرخ»، كما صدر لها «سلسلة البيت الأخضر - مدرسة من؟» وهي الرواية القصيرة – ضمن نفس السلسلة أيضًا – التي ألفتها غنيم حول مفهوم الرغبة في حياة جديدة ومفهوم الحلم بالعيش في قرية بسيطة مع جيران وأصدقاء متحابين.
نشرت الكاتبة المصريّة رواية «سر الحياة» عن دار الشروق للنشر والتوزيع وهي رواية قصيرة مكوّنة من 24 صفحة فقط وتحكي عن السر الذي يعرفه كل الناس: إنه سر الارتواء بعد العطش، وسر نمو شجرة المانجو، وهو سر إختفاء أثر التراب بعد اللعب، مبيّنة طريقة الكشف عن هذا السر وكيفيّة الحفاظ عليه طوال الحياة. عن نفس الدار نشرت هديل في عام 2018 رواية جديدة تحت عنوان «كابتن شيرين» وهي رواية قصيرة مترجمة (في نحو 26 صفحة) تتحدث عن عددٍ من الأبطال الصغار وعلى رأسهم شيرين التي تُريد لعب كرة القدم مع شادي وكريم وخالد لكنهم يسخرون منها على اعتبار أنّ البنات لا يعرفون هذه اللعبة فتتحداهم فيها برفقة صديقتَيها حنان وزينب.
لعلّ أبرز أعمال الكاتبة المصريّة كانت رواية «ليالي شهر زيزي: حكاية داخل حكاية داخل حكاية» والتي صدرت عن دار البلسم للنشر في عدد صفحاتٍ بلغ 55 صفحة. تناولت الرواية حكاية شهر زيزي مع عمرويار في عشر ليال، وما روته من حكاية العفريت مع الصياد، الذي يروي بدوره حكاية الحكيم برهان مع الملك بهتان، الذي يقص هو أيضًا حكاية السلطانة سيرين مع صقرها الشاهين، ولا تنهي شهر زيزي من حكاية الصياد إلا بعد أن تروي قصته مع السمك العجيب المتكلم وسر الأميرة المسحورة. هي حكايةٌ داخل حكاية من تراث ألف ليلة وليلة. للكاتبة أيضًا رواية أخرى قصيرة مشهورة شاركت بها في عددٍ من المسابقات والمعارض ويتعلق الأمر برواية «هذه عدساتك يا عبلة» التي صدرت عن دار الشروق في 32 صفحة والتي تتحدث عن الفتاة عبلة التي كانت تُعاني من ضعف النظر فكانت ترى – قبل ارتداء النظارة – المدينة القديمة من بعيد ساحرة وجميلة، لكنها وبعد النظارة رأت المنظر أقل جمالًا ووجدت أشياء قبيحة، فيدخل عم مصباح، والست إصلاح، وأخوها علاء لمساعدتها في رؤية الجمال مرة أخرى في المكان الذي تعيش فيه.
نشرت هديل رواية أخرى بعنوان «رحلات أحمد زويل: من حلم الطفولة إلى عالم المستقبل» تتحدث عن العالم المصري أحمد زويل وكيف حقَّق حلم طفولته، ثمّ أعقبتها برواية أخرى هي «الفطيرة الخطيرة» عن دار الشروق أيضًا وقد ضمّتها لاحقًا لسلسة البيت الأخضر. تتحدثُ الرواية عن البطل كريم الذي يدعو أصحابه من المدينة للغداء في داره الريفية، وأمام الفطيرة اللذيذة، يقوم الأصحاب ببعض العمليات الحسابية البسيطة مثل العد والجمع والطرح من أجل أن يتقاسموا الفطيرة بينهم وهناك تبدأ النعرات.
للكاتبة المصريّة رواياتٌ أخرى على غرار «عيد ميلاد حرف الضاد»، و«سنة في قنا» وهو الكتاب الذي صدر عن دار البلسم ويحكي قصّة طفلٍ يبلغُ من العمر 13 عامًا، قضاها في مدينة القاهرة بين المدرسة الخاصة والنادي والمول والشقة الحديثة التي يسكنها مع أسرته، فدوّن في كتابٍ يومياته عن سنة مليئة بالصعوبات والأحداث المثيرة، سجل فيه في كل شهر أفكاره وأحاسيسه وانطباعاته عما يجري حوله، من أكل الفايش والعيش الشمسي ولعب الكرة إلى زراعة الكركديه وجمع الطماطم وحضور المولد.

## آراء
ترى هديل غنيم – المتخصصة في أدب الطفل – أن عصر التكنولوجيا قائمٌ في الأساس على الكتاب، وتُؤكّد على أن الكتاب لم يختفي حتى الآن، وأن الأطفال في العالم كله يعتمدون عليه وعلى الحكايات. على جانبٍ آخر وبخصوص كتابها «ليالي شهر زيزي» – وهو الكتاب الفائز بجائزة مجلس كتب اليافعين بمعرض الشارقة للكتاب – فقد استوحت هديل فكرته من قصص ألف ليلة وليلة لأنه – بحسبها – كتابٌ من التراث العربي استوحى منه العالم كله حكاياته وأفلامه، مستشهدة بأفلام علاء الدين. ترى غنيم أيضًا أن معظم كتب العصر الحالي تتناولُ خلال صفحاتها موضوعات وقصص مليئة بالعنف والخيانة وهو ما لا يتماشى مع الأطفال، مشيرة إلى ضرورة أن يقدم كل فترة المؤلِّفين الجديد في عالم الكتاب.

## الجوائز
ترشّحت هديل غنيم عن روايتها «ليالي شهر زيزي» لعددٍ من الجوائز من بينها الجوائز التي ترعاها شركة اتصالات الإماراتية في فئة كتاب الطفل. نالت الروايةُ في البداية تقديرًا كبيرًا من لجنة التحكيم، فرُشّحت لثلاث جوائز مختلفة هي: أفضل نص، وأفضل إخراج، وكتاب العام، ثمّ فازت بكتاب العام، وهي الجائزة الكبرى. شاركت هديل غنيم أيضًا عبر روايتها «هذه عدساتك يا عبلة» الصادرة عن دار الشروق في القائمة القصيرة لجائزة الملتقي العربي لناشري كتب الأطفال عن فئة أفضل نص.

## قائمة أعمالها
هذه قائمةٌ بأبرز أعمال الكاتبة المصريّة هديل غنيم:
سلسلة البيت الأخضر
- سلسلة البيت الأخضر - سر الحياة[20]
- سلسلة البيت الأخضر - قط وفرخ[21]
- سلسلة البيت الأخضر - مدرسة من؟[22]
- سلسلة البيت الأخضر - سر الحياة[23]
- كابتن شيرين[24]
- دنيا تفكر[25]
- ليالي شهر زيزي: حكاية داخل حكاية داخل حكاية[26]
- رحلات أحمد زويل: من حلم الطفولة إلى عالم المستقبل[27]
- هذه عدساتك يا عبلة[28]
- الفطيرة الخطيرة[29]
- عيد ميلاد حرف الضاد[30]
- سنة في قنا[31]